# Extrakromoszomális DNS
Az extrakromoszomális DNS (röviden ecDNS) a kromoszómákon kívüli DNS, vagy a sejtmagon belül, vagy azon kívül. Egy genom DNS-ének nagy része a sejtmagon belül kromoszómákban található meg. Számos extrakromoszomális DNS-változat van, és míg egyesek fontos biológiai funkciókat látnak el, szerepet játszhatnak betegségekben, például a rákban.
A prokarióták elsősorban plazmidokban, az eukarióták sejtszervecskékben tartalmaznak nem virális ecDNS-t. A mitokondriális DNS az eukarióták extrakromoszomális DNS-ének fő forrása. E sejtszervecske saját DNS-e alátámasztja, hogy a mitokondriumok eukarióták által bekebelezett baktériumsejtek voltak. Az ecDNS-t gyakran használják a replikáció kutatásában, mivel könnyen azonosítható és izolálható.
Bár extrakromoszomális körkörös DNS (eccDNS) megtalálható normál eukarióta sejtekben, a nem körkörös ecDNS ettől eltérő egység, melyet ráksejtek magjában azonosítottak, és sok onkogént hordozhat. Az ecDNS a génerősítés fő mechanizmusa, sok onkogénmásolatot és agresszív rákokat okozva.
A citoplazmában lévő ecDNS szerkezetileg eltér a magitól. Kevésbé metilálódik a sejtmagban talált DNS-nél. Ezenkívül a citoplazmatikus DNS szekvenciái eltérnek a magitól egy élőlényen belül, így a citoplazmatikus DNS nem egyszerűen a maginak töredékeiből áll. Ráksejtekben az ecDNS elsősorban a magba izolálódik.
A magon kívüli DNS-en kívül a vírusgenom-fertőzések is ecDNS-t adnak.

## Prokariótákban

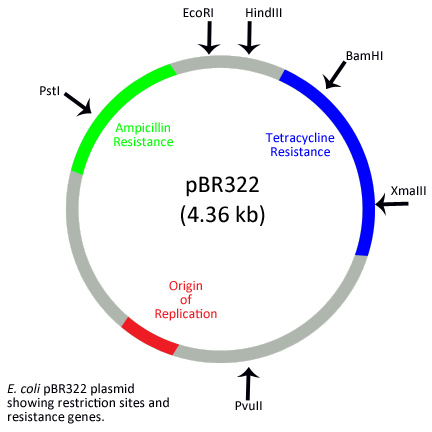
Az Escherichia coli pBR32 plazmidja

Bár a prokarióták nem rendelkeznek membránnal körülvett sejtmaggal, van maganyaguk, ahol a fő kromoszóma van. Az ecDNS az ezen kívüli részben található körkörös vagy lineáris plazmidokként. A bakteriális plazmidok általában rövidek, 1000 és néhány százezer bázis közt, és rendelkeznek replikációs origóval, mely lehetővé teszi a plazmid kromoszómától független replikációját. Az adott plazmidok száma egy sejtben a másolatszám, és 2-től több száz másolatig terjedhet sejtenként. A körkörös baktériumplazmidok osztályzása a benne kódolt gének speciális funkcióinak megfelelően történik. A termékenységi (f) plazmidok lehetővé teszi a konjugációt, az ellenállási (r) plazmidok ellenállást tesznek lehetővé számos antibiotikummal, például tetraciklinnel vagy ampicillinnel szemben. A virulenciaplazmidok a baktérium patogenicitását lehetővé tevő anyagokat tartalmaznak. A degeneratív plazmidok számos anyag, például aromás vegyületek és xenobiotikumok bontását teszik lehetővé. A baktériumplazmidok pigmenttermelést, nitrogénkötést és nehézfémeknek való ellenállást is okozhatnak.
A természetes körkörös plazmidok módosíthatók több rezisztenciagénre és egyedi resztrikciós helyekre, így értékes klónozási vektorok. A körkörös baktériumplazmidok lehetővé tesznek DNS-vakcinák létrehozását. A plazmid-DNS-vakcinák patogén vírus, baktérium vagy más parazita által termelt antigént vagy fehérjét kódoló géneket tartalmaznak. A gazdába jutva a plazmidgének termékei stimulálják a nem specifikus és a specifikus immunválaszt is. A plazmidok gyakran adjuvánssal vannak borítva az immunválasz javításához.
Lineáris baktériumplazmidok találhatók egyes Spirochaete-fajokban, például a Borrelia nemzetségben, melynek tagja a Lyme-kórért felelős patogén; egyes Streptomyces-fajok, és a kénoxidáló Thiobacillus versutusban. A prokarióták lineáris plazmidjai vagy hajtűt, vagy a telomervéghez kovalensen kötődő fehérjét tartalmaznak. A Borrelia-baktériumok AT-gazdag hajtűi 5000-200 000 bázisból állnak, és egy antigéncsoportért felelős géneket tartalmaznak, melyek lehetővé teszik az immunválasz elkerülését. Az 5’-véghez csatlakozó fehérjét tartalmazó lineáris plazmidok az invertronok, méretük 9-től 600 kb közt lehet, és fordított terminális ismétlődésekből állnak. A lineáris plazmák kovalensen kapcsolódó fehérjékkel segítheti a bakteriális konjugációt és a plazmid integrációját. E lineáris plazmák a legnagyobb ecDNS-t alkotják, mivel nemcsak egyes baktériumokban vannak jelen, hanem az eukariótákban lévő sejtekben is invertronszerkezetet vesznek fel, ahol a fehérje az 5’-véghez csatlakozik.
A hosszú, lineáris „borg” egyes archeákban – melyek tartalmazhatják, és számos közös gént tartalmazhatnak – ismeretlen ecDNS-szerkezettel rendelkezhet.

## Eukariótákban

### Mitokondriális

Humán mitoondriális DNS a 37 génnel

A mitokondriumok az eukariótákban több mitokondriális DNS-t (mtDNS) tartalmaznak a mitokondriális mátrixban. Többsejtű állatokban a körkörös mtDNS-kromoszóma 13 gént tartalmaz, melyek az elektrontranszportlánc fehérjéi kódolja, és 24 gént, melyek mitokondrális RNS-t; ezek 2 rRNS- és 22 tRNS-gént kódolnak. Az állati mtDNS-plazmid mintegy 16,6 kb-os, és bár tRNS- és mRNS-szintézishez tartalmaz géneket, a magi gének kellenek az mtDNS-replikációhoz vagy a mitokondriális fehérjék transzlációjához. A mitokondriális kromoszóma csak 1 kódoló szakasz nélküli részt tartalmaz, ez a D-ciklus, melyhez a magi szabályzó fehérjék kapcsolódnak. Az mtDNS-molekulák mitokondriumonkénti száma fajonként és eltérő energiaigényű sejtenként eltér. Például az izom- és májsejtek több mtDNS-t tartalmaznak mitokondriumonként, mint a vér- és bőrsejtek. Az elektrontranszportlánc közelsége a mitokondriális belső membránhoz és a reaktívoxigénszármazék-termeléshez, valamint az mtDNS hisztonokhoz kapcsolódásának és általuk való védelmének hiánya miatt az mtDNS érzékenyebb a DNS-sérülésre a magi DNS-nél. Az mtDNS-sérülés esetén a DNS javítható báziskivágásos javítással, vagy a sérült mtDNS megszűnik (a mitokondrium károsodása nélkül, mivel mitokondriumonként több mtDNS-példány van jelen).
A géntranszlációhoz tartozó szabályos genetikai kód állandó – minden 3 bázisos szekvencia azonos aminosavat kódol, függetlenül a fajtól, amelyé a DNS. Azonban ez a kód kissé eltér gombák, állatok, protiszták és növények mtDNS-ében. Bár a 3 bázisos szekvenciák (kodonok) legtöbbje azonos aminosavat kódol a magi genetikai kóddal, egyesek ettől eltérőt kódolnak.
| Genetikai kód                                                                      | Transzláció | DNS-kodon | RNS-kodon | Transzláció e kóddal | Összehasonlítás az univerzális kóddal |
| ---------------------------------------------------------------------------------- | ----------- | --------- | --------- | -------------------- | ------------------------------------- |
| Gerincesek                                                                         | 2           | AGA       | AGA       | Ter (*)              | Arg (R)                               |
| Gerincesek                                                                         | 2           | AGG       | AGG       | Ter (*)              | Arg (R)                               |
| Gerincesek                                                                         | 2           | ATA       | AUA       | Met (M)              | Ile (I)                               |
| Gerincesek                                                                         | 2           | TGA       | UGA       | Trp (W)              | Ter (*)                               |
| Élesztőgombák                                                                      | 3           | ATA       | AUA       | Met (M)              | Ile (I)                               |
| Élesztőgombák                                                                      | 3           | CTT       | CUU       | Thr (T)              | Leu (L)                               |
| Élesztőgombák                                                                      | 3           | CTC       | CUC       | Thr (T)              | Leu (L)                               |
| Élesztőgombák                                                                      | 3           | CTA       | CUA       | Thr (T)              | Leu (L)                               |
| Élesztőgombák                                                                      | 3           | CTG       | CUG       | Thr (T)              | Leu (L)                               |
| Élesztőgombák                                                                      | 3           | TGA       | UGA       | Trp (W)              | Ter (*)                               |
| Élesztőgombák                                                                      | 3           | CGA       | CGA       | nincs jelen          | Arg (R)                               |
| Élesztőgombák                                                                      | 3           | CGC       | CGC       | nincs jelen          | Arg (R)                               |
| Penész-, protozoon- és cölentrelát-mitokondriáliskód és mycoplasma/spiroplasma-kód | 4–7         | TGA       | UGA       | Trp (W)              | Ter (*)                               |
| Gerinctelenek mitokondriális kódja                                                 | 5           | AGA       | AGA       | Ser (S)              | Arg (R)                               |
| Gerinctelenek mitokondriális kódja                                                 | 5           | AGG       | AGG       | Ser (S)              | Arg (R)                               |
| Gerinctelenek mitokondriális kódja                                                 | 5           | ATA       | AUA       | Met (M)              | Ile (I)                               |
| Gerinctelenek mitokondriális kódja                                                 | 5           | TGA       | UGA       | Trp (W)              | Ter (*)                               |
| Tüskésbőrű- és laposféreg-mitokondriáliskód                                        | 9           | AAA       | AAA       | Asn (N)              | Lys (K)                               |
| Tüskésbőrű- és laposféreg-mitokondriáliskód                                        | 9           | AGA       | AGA       | Ser (S)              | Arg (R)                               |
| Tüskésbőrű- és laposféreg-mitokondriáliskód                                        | 9           | AGG       | AGG       | Ser (S)              | Arg (R)                               |
| Tüskésbőrű- és laposféreg-mitokondriáliskód                                        | 9           | TGA       | UGA       | Trp (W)              | Ter (*)                               |
| Aszcídia-mitokondráliskód                                                          | 13          | AGA       | AGA       | Gly (G)              | Arg (R)                               |
| Aszcídia-mitokondráliskód                                                          | 13          | AGG       | AGG       | Gly (G)              | Arg (R)                               |
| Aszcídia-mitokondráliskód                                                          | 13          | ATA       | AUA       | Met (M)              | Ile (I)                               |
| Aszcídia-mitokondráliskód                                                          | 13          | TGA       | UGA       | Trp (W)              | Ter (*)                               |
| Alternatív laposféreg-mitokondriáliskód                                            | 14          | AAA       | AAA       | Asn (N)              | Lys (K)                               |
| Alternatív laposféreg-mitokondriáliskód                                            | 14          | AGA       | AGA       | Ser (S)              | Arg (R)                               |
| Alternatív laposféreg-mitokondriáliskód                                            | 14          | AGG       | AGG       | Ser (S)              | Arg (R)                               |
| Alternatív laposféreg-mitokondriáliskód                                            | 14          | TAA       | UAA       | Tyr (Y)              | Ter (*)                               |
| Alternatív laposféreg-mitokondriáliskód                                            | 14          | TGA       | UGA       | Trp (W)              | Ter (*)                               |
| Chlorophycea-mitokondráliskód                                                      | 16          | TAG       | UAG       | Leu (L)              | Ter (*)                               |
| Métely-mitokondriáliskód                                                           | 21          | TGA       | UGA       | Trp (W)              | Ter (*)                               |
| Métely-mitokondriáliskód                                                           | 21          | ATA       | AUA       | Met (M)              | Ile (I)                               |
| Métely-mitokondriáliskód                                                           | 21          | AGA       | AGA       | Ser (S)              | Arg (R)                               |
| Métely-mitokondriáliskód                                                           | 21          | AGG       | AGG       | Ser (S)              | Arg (R)                               |
| Métely-mitokondriáliskód                                                           | 21          | AAA       | AAA       | Asn (N)              | Lys (K)                               |
| Scenedesmus obliquus-mitokondráliskód                                              | 22          | TCA       | UCA       | Ter (*)              | Ser (S)                               |
| Scenedesmus obliquus-mitokondráliskód                                              | 22          | TAG       | UAG       | Leu (L)              | Ter (*)                               |
| Thraustochytrium-mitokondráliskód                                                  | 23          | TTA       | UUA       | Ter (*)              | Leu (L)                               |
| Pterobranchia-mitokondriáliskód                                                    | 24          | AGA       | AGA       | Ser (S)              | Arg (R)                               |
| Pterobranchia-mitokondriáliskód                                                    | 24          | AGG       | AGG       | Lys (K)              | Arg (R)                               |
| Pterobranchia-mitokondriáliskód                                                    | 24          | TGA       | UGA       | Trp (W)              | Ter (*)                               |

| Aminosavak | apoláris | poláris | bázikus | savas |  | stop kodon |

A kódolási különbségek okai lehetnek a transzfer RNS-ek kémiai eltérései, melyek az mtDNS-transzkripcióval keletkező messenger RNS-ekkel kölcsönhatnak.

### Kloroplasztisz
Az eukarióta kloroplasztiszok és más növényi plasztiszok is tartalmaznak ecDNS-t. A legtöbb kloroplasztisz egy gyűrűs kromoszómában tartalmazza örökítőanyagát, azonban több kisebb gyűrűs plazmidra is ismert bizonyíték. Egy 2004-es elmélet megkérdőjelezi a kloroplasztisz-DNS (cpDNS) gyűrű alakját, szerinte a cpDNS gyakrabban lineáris. Egy cpDNS 100-200 génből állhat, mérete fajonként eltérhet. A cpDNS szövetes növényekben 120-160 kb-os.  A cpDNS génjei a fotoszintézishez szükséges mRNS-eket, továbbá tRNS-eket, rRNS-eket, RNS-polimeráz- és riboszomális fehérjealegységeket kódolnak. Az mtDNS-hez hasonlóan a cpDNS nem teljesen autonóm, és magi géneket használ a replikációhoz és fehérjéi termeléséhez. A kloroplasztiszok több cpDNS-másolatot tartalmaz, ezek száma nemcsak fajonként vagy sejttípusonként, hanem annak korától és fejlettségétől függően egy sejten belül is. Például a cpDNS-tartalom a fejlődés korai szakaszában, ahol a kloroplasztiszok proplasztiszként vannak jelen, sokkal nagyobb, mint a kitágult, érett sejtben, ahol a plasztiszok teljesen érettek.

### Körkörös
Az eccDNS minden eukarióta sejtben jelen van, általában genomi DNS-ből származik, és ismétlődő DNS-szekvenciákból áll a kódoló és nem kódoló kromoszómaszakaszokban. Az eccDNS mérete kevesebb mint 2000-től több mint 20 000 bázispárig terjedhet. A növényi eccDNS a kromoszómák centromerjéhez és a repetitív szatellit-DNS-hez hasonló ismétlődő szekvenciákat tartalmaz. Állatokban az eccDNS a szatellit-, 5S-riboszomális és telomer-DNS-hez hasonlít. Egyes élőlények, például az élesztő eccDNS-termelése a DNS-replikáción alapul, míg másokban, például az emlősökben a replikációtól függetlenül keletkezhet eccDNS. Az eccDNS funkciója nincs széles körben kutatva, de feltehetően az eccDNS keletkezése genombeli DNS-ből növeli az eukarióta genom plaszticitását, és befolyásolhatja a genomstabilitást, a sejtöregedést és a kromoszómafejlődést.
Extrakromoszomális DNS figyelhető meg gyakran a humán ráksejtekben. A ráksejtek ecDNS-e egy vagy több, szelektív előnyt adó gént tartalmaz. Az ecDNS hosszabb az eccDNS-nél, fénymikroszkóppal megfigyelhető. A ráksejtek ecDNS-e általában 1-3 Mb-osak vagy hosszabbak. A nagy ecDNS megtalálható humán ráksejtek magjában, és több, a tumorsejtben átírt onkogént tartalmaz. Ezért feltehetően az ecDNS összefügghet a rákkal.
Speciális eszközök vannak az ecDNS azonosítására, például:
- Paul Mischel és Vineet Bafna által fejlesztett szoftver, mely lehetővé teszi az ecDNS azonosítását mikroszkópos képeken
- a fizikai ecDNS-izolációt lehetővé tevő Circle-Seq, mely enzimmel távolítja el a lineáris DNS-t, és az eccDNS-t izolálja. Ezt Brigitte Regenberg és csapata fejlesztette ki a Koppenhágai Egyetemen.[38]

## Virális
A virális DNS-ek gyakori extrakromoszomális DNS-ek. A vírusgenomok megismerése fontos a vírus evolúciójának és mutációinak ismeretéhez. Egyes vírusok, például a HIV és az onkogén vírusok, saját DNS-üket a gazda genomjába illesztik.  A vírusgenomok állhatnak egy- (ssDNS) vagy kétszálú DNS-ből (dsDNS), és megtalálhatók lineáris és körkörös változatban.
Extrakromoszomális DNS-t tartalmazó vírus például a humán papillómavírus (HPV). DNS-genomja 3 különböző replikációs fázison megy keresztül: bekerülés, fenntartás, erősödés. Az anogenitalis rendszert és a szájat fertőzi meg. Általában a HPV-t az immunrendszer észleli és eltávolítja. A virális DNS felismerése fontos az immunválaszban. A vírus fennmaradásához a genomnak replikálódni és öröklődni kell sejtosztódáskor.

### Gazdasejt általi felismerés
A sejtek felismerhetik az idegen citoplazmatikus DNS-t. A felismerési utak megértése betegségek megelőzésében és kezelésében is fontos lehet. A sejtek specifikusan felismerhetik a vírus-DNS-t például a Toll-típusú (TLR) útvonal révén.
A Toll-útvonalról először rovarokban ismerték fel, hogy képes a sejteket érzékelőként működtetni számos baktérium-, vírusgenom vagy PAMP (patogén-asszociált molekuláris minta) észleléséhez. A PAMP-ek a nem spcifikus immunválasz jelentős aktivátorai. Nagyjából 10 humán TLR ismert. A különböző TLR-ek különböző PAMP-eket észlelnek: a TLR4 lipopoliszacharidokat, a vírus-dsRNS-t a TLR3, a vírus-ssRNS-t a TLR7/TLR8, a vírus-/bakteriális metilálatlan DNS-t a TLR9. Ez utóbbi észleli a CpG DNS-t, mely baktériumokban és vírusokban gyakori, és elindítja az IFN (I-es típusú interferonok) és más citokinek készítését.

## Öröklődés

Humán mitokondriális öröklődés: az mtDNS és mutációi anyai ágon öröklődnek.

Az ecDNS öröklődése eltér a kromoszómákban lévő magi DNS-étől. Szembena a kromoszómákkal, az ecDNS nem tartalmaz centromereket, így nem mendeli öröklődési mintát mutat, mely heterogén sejtpopulációkat ad. Emberben a citoplazma nagy része az anya petesejtje révén öröklődik. Ezért a sejtalkotók, például a mitokondrium DNS-e anyai ágon öröklődik. Az mtDNS vagy más citoplazmatikus DNS mutációi szintén anyai ágon öröklődnek. Ez az egyszülős öröklődés példa a nem mendeli öröklődésre. A növények is egyszülős öröklődést mutatnak. A legtöbb növény anyai ágon örököl mtDNS-t, fontos kivétel a Sequoia sempervirens, mely apai ágon örökli.
Két elmélet van, miért örököl ritkán az utód apai mtDNS-t. Az egyik szerint az apai mtDNS egyszerűen alacsonyabb koncentrációban van jelen az anyainál, így nem észlelhető az utódban. A másik, összetettebb elmélet az apai mtDNS öröklődését megakadályozó bontásáról szól. Feltehetően az egyszülős mtDNS-öröklődés a citoplazmatikus DNS homoplazmiáját tartja fenn.

## Klinikai jelentősége
Néha EE-knek (extrakromoszomális elem) is nevezik, és az eukarióták genomikai instabilitásával is összefügghet. A kis polidiszpergált DNS-ek gyakoriak a genominstabilitással együtt. Az spcDNS-ek ismétlődő szekvenciákból, például szatellit-DNS-ből, retrovírusszerű DNS-elemekből és genomon belüli transzponálható elemekből származnak. Feltehetően génátrendeződési termékek.
Az ecDNS-t a rákban korábban nevezték kettős kicsi kromoszómáknak (DM), melyek páros kromatintesteknek tűnnek fénymikroszkóp alatt. Ezek a rákokozó ecDNS mintegy 30%-át adják, beleértve az egyszeri testeket, és kiderült, hogy azokkal azonos tartalmúak. Az ecDNS név minden nagy, onkogéntartalmú extrakromoszomális DNS-t magába foglal. Ez gyakori bizonyos hisztológiájú ráksejtekben, de normál sejtekben nem fordul elő. Az ecDNS feltehetően kettős száltöréssel a kromoszómában vagy egy élőlényben való DNS-túlreplikációval keletkezik. Ezenkívül rák és más genomikai instabilitás esetén nagyobb az EE-szint.
Az mtDNS számos módon szerepet játszhat a betegségekben. A pontmutációk vagy alternatív génelrendeződések számos, a szívet, a központi idegrendszert, az endokrin rendszert, az emésztőrendszert és a vesét érintő betegséghez kapcsolódnak. A mitokondriumokban lévő mtDNS elvesztése több betegséghez, mitokondriális depléciós szindrómákhoz (MDD) vezethet melyek a májat, a központi és perifériás idegrendszert, a simaizmot és a hallást érintik. Vegyes, néha egymásnak ellentmondó eredmények is vannak tanulmányokban, melyek az mtDNS-példányszámot egyes rákok fejlődésével kapcsolják össze. Tanulmányokat végeztek a nagyobb és a kisebb mtDNS-szintek és a mellrák közti összefüggés kiderítésére. Pozitív asszociációt észleltek a nagyobb mtDNS-szint és a vesetumor kialakulása közt, de nincs kapcsolat az mtDNS-szintek és a gyomorrák közt.
Az Apicomplexa protozooncsoportban jelen van ecDNS. A maláriaparazita (Plasmodium), az AIDS-hez kapcsolódó patogének (Taxoplasma, Cryptosporidium) szintén e csoport tagjai. A Plasmodiumban található mtDNS. Kétféle ecDNS-e van: az egyik 6 kb-os lineáris, a másik 35 kb-os körkörös DNS. Ezek antibiotikumok lehetséges nukleotidcélpontjai.

## Szerepe a rákban
A génerősítés az egyik leggyakoribb onkogénaktivációs módszer. Ez a rákban gyakran extrakromoszomális körkörös elemeken történik. Az ecDNS egyik fő funkciója a tumor gyors terjedése nagy sejtközi genetikai homogenitással. A leggyakrabban erősített onkogének az ecDNS-en vannak, és erősen dinamikusak, nem natív kromoszómákba integrálódnak vissza homogén festési régióként (HSR), és megváltoztatva a másolatszámokat és összetételeket bizonyos kezelések után.
Az ecDNS a legsúlyosabb és legelőrehaladottabb rákokért és a rák elleni szerekkel szembeni ellenállásért is felel.
Az ecDNS körkörös szerkezete úgy tér el a kromoszomális lineáris alakjától, hogy ez befolyásolhatja a rák patogenezisét. Az ecDNS-en kódolt onkogének transzkripciója jelentős. Szemben a bakteriális plazmirdokkal vagy az mtDNS-sel, az ecDNS kromatinizált, sok aktív hisztont tartalmaz, de kevés represszív hisztont. Az ecDNS kromatinszerkezetében nincs jelen a kromoszomálisra jellemző nagyobb rendű tömörülés, így ez a rákgenom legelérhetőbbjei közt van.
Az ecDNS-ek csoportosíthatók a mag köré (ecDNS-hubok). Ezek onkogéntúlexpressziót okozó géninterakciókat okozhatnak.

## Fordítás
Ez a szócikk részben vagy egészben  az   Extrachromosomal DNA című angol Wikipédia-szócikk ezen változatának fordításán alapul.  Az eredeti cikk szerkesztőit annak laptörténete sorolja fel. Ez a jelzés csupán a megfogalmazás eredetét és a szerzői jogokat jelzi, nem szolgál a cikkben szereplő információk forrásmegjelöléseként.